# اوتاوا (رود)
رودخانه اوتاوا (به انگلیسی: Otava (river)) رودخانه‌ای است که در جمهوری چک جریان دارد.